# Francisco Bellingi
Francisco José Bellingi (La Plata, Provincia de Buenos Aires, Argentina, 8 de julio de 1988) es un futbolista argentino. Juega como lateral derecho y su primer equipo fue Plaza Colonia de Uruguay. Actualmente se desempeña en Guarani Antonio Franco, club que milita en el Torneo Federal A.

## Clubes
| Club                   | País      | Año       |
| ---------------------- | --------- | --------- |
| Plaza Colonia          | Uruguay   | 2011-2012 |
| Santiago Morning       | Chile     | 2013      |
| Atlético Sanluqueño    | España    | 2013-2014 |
| Sarmiento de Leones    | Argentina | 2015      |
| Libertad de Sunchales  | Argentina | 2016-?    |
| Guarani Antonio Franco | Argentina | 2016-2017 |